# Heinz Vopel
Heinz Vopel, född 5 april 1908 i Dortmund, död där 22 juni 1959, var en tysk tävlingscyklist. Han bildade tillsammans med sin landsman Gustav Kilian sin tids främsta sexdagarspar.
Vopel blev professionell 1931, bildade följande år par med Kilian och engagerades till Nordamerika, där de 1933–1940 vann ett trettiotal sexdagarslopp på olika platser i USA och Kanada. De hade de sista åren gager på 50 000 kronor per lopp och därmed det dittills högst betalda paret i sexdagarsloppens historia. De återvände 1940 till Tyskland, där de på grund av att sexdagarstävlingarna förbjudits övergick till stayersporten.